# Мечты (альбом)
Мечты — одиннадцатый студийный альбом российской рок-группы «АукцЫон», релиз которого состоялся 24 апреля 2020 года.

## История создания
Группа приступила к работе над альбомом на студии «Мосфильма» в августе 2019 года. По словам лидера коллектива, весь материал был написан непосредственно в процессе создания пластинки:

В августе решили залезть в студию, и не было ни одной песни. Все песни придумывались во время записи. Записали за семь сессий, иногда все приходили, иногда втроем-впятером.— Леонид Фёдоров
4 апреля 2020 года вышел первый сингл с альбома — «Тиша». На песню был снят видеоклип, с участием Л.Федорова и О.Гаркуши. Режиссёром клипа выступил лидер группы «Крузенштерн и пароход» Игорь Крутоголов. Ролик размещён на Youtube-канале Леонида Фёдорова. Второй сингл — заглавная композиция «Мечты», появился 14 апреля 2020 года. На него также был снят клип. Оба видео были созданы в условиях режима самоизоляции, введённого в Москве из-за распространения коронавируса.
22 апреля 2020 года на платформе Arzamas группа провела презентацию релиза в виде онлайн-трансляции. Музыканты из разных точек встретились друг с другом в прямом эфире, впервые послушав альбом вместе со зрителями и ответив на вопросы.
Песня «Сердце» была исполнена на сольном концерте Леонида Фёдорова в ЦДХ в декабре 2015 года, однако была издана только на текущем альбоме. Песня на стихи Олега Гаркуши «Затаись и жди» посвящена Егору Летову.
«Тиша» была последней песней записанной для этого альбома. 27.02.2020 — день рождения «Тиши».
19 июня 2020 года группа в полном составе сыграла онлайн-концерт на московской студии звукозаписи «Мосфильм», исполнив все 9 песен с альбома.
Выпуск релиза на CD состоялся 4 сентября 2020 года. CD вышел на лейбле «Геометрия». В тот же день в «ГлавClun Green Concert» прошла презентация пластинки.
Тексты всех песен — Д.Озерский, кроме 6, автор — О.Гаркуша.

## Список песен
| №  | Название            | Длительность |
| -- | ------------------- | ------------ |
| 1. | «Догоняя волны»     | 3:56         |
| 2. | «Сердце»            | 4:42         |
| 3. | «Мечты»             | 7:53         |
| 4. | «Очень белые глаза» | 5:23         |
| 5. | «Спасательный круг» | 5:19         |
| 6. | «Затаись и жди»     | 1:58         |
| 7. | «Каникулы»          | 4:25         |
| 8. | «Тиша»              | 5:50         |
| 9. | «Волны те»          | 12:24        |